# Кинич-Тобиль-Йопаат
Кинич-Тобиль-Йопаат — правитель майяского царства Канту со столицей в Караколе.  

## Биография
Кинич-Тобиль-Йопаат является преемником Кинич-Хой-Кавиля, воцарившись 9.18.13.10.19 9 Kawak 7 Sip (6 марта 804). Он установил стелы 18 и 19, алтари 12 и 13 и Алтарь горной коровы 2.
На его стеле 18 изображён большой скелет змеи или многоножки, текст стелы, записывающий конец 19-го катуна в 810 году, записан вдоль изогнутого тела. Стела 19 3.5 метров в высоту. При его правлении был установлен Храм B-18
На двух камнях изображён Кинич-Тобиль-Йопаат вместе с правителем Папамалил, относящийся к немайяскому государству.
Преемником Кинич-Тобиль-Йопаата стал Кан III.